# Жељка Чижмешија
Жељка Чижмешија (Загреб 19. октобар 1970) је бивша југословенска и хрватска репрезентативка у уметничком клизању. Такмичила се у појединачној конкуренцији.
У својој спортској каријери учествовала је великим међународним такмичењима, од којих су најважнија:
за Југославију
- Зимске олимпијске игре 1988. у Калгарију 22. место
- Светска првенства 1986. (21), 1987. (16), 1988. (22), 1989. (17), 1990. (18), 1991. (није ушла у финални део)
- Европска првенства: 1986. (16), 1987. (11), 1988. (17), 1989. (11), 1990. (13), 1991. (18)

за Хрватску
- Зимске олимпијске игре 1992. у Албервилу 25. место
- Светско првенство 1992. (није ушла у финални део)

Жељка Чижмешија има старијег брата који је такође био репрезентативац Југославије и Хрватске у уметничком клизању.